# Gewerkschaften in der Slowakei
Die Gewerkschaften in der Slowakei gehören zum größten Teil einem der drei Gewerkschaftsbünde an, wobei der KOZ (die 1990 gegründete slowakische Nachfolgeorganisation aus dem Tschechisch-Slowakischen Gewerkschaftsbund CSKOS) deutlich dominiert, aber Mitglieder verliert. Politisch lehnt er sich an die slowakische Smer-Partei an. Seine Mitgliedsgewerkschaften verfügen jedoch über große Autonomie. 
Der Organisationsgrad betrug insgesamt um 2014 ca. 13 (nach anderen Angaben 16) Prozent.

## Gewerkschaftsbünde
| Name des Gewerkschaftsbunds                                                                       | Mitglieder  | Zugehörigkeit zu einem Internationalen Gewerkschaftsverband |
| ------------------------------------------------------------------------------------------------- | ----------- | ----------------------------------------------------------- |
| Konfederácia odborových zväzov SR, KOZ SR (Slowakischer Gewerkschafsbund)                         | ca. 220 000 | IGB, EGB                                                    |
| Spoločné odbory Slovenska, SOS (Gemeinsame Gewerkschaften der Slowakei)                           | 25.000      |                                                             |
| Nezávislé kresťanské odbory Slovenska, NKOS (Unabhängige christliche Gewerkschaften der Slowakei) | 200         |                                                             |

## Mitgliedsgewerkschaften, internationale Kontakte
Mitgliedsgewerkschaften des KOZ SR sind u. a. (in Klammern jeweils: Mitgliederzahlen, Zugehörigkeit zu einer Globalen Gewerkschaftsföderation):
- Odborový zväz KOVO, OZ KOVO (Metallgewerkschaft)  (ca. 60.000, IndustriAll Europe, IndustriAll, PSI, EPSU);
- Energeticko-Chemický odborový zväz, ECHOZ (Gewerkschaft Energie und Chemie)  (11.500, IndustiAll Europe, IndustriAll, EPSU);
- Integrovaný odborový zväz (Integrierte Gewerkschaft) (10.000, IndustiAll Europe, EFBWW);
- Slovenský odborový zväz zdravotníctva a sociálnych služieb, SOZZaSS (Gewerkschaft Gesundheit und Soziale Dienste) (17.600, EUROFEDOP);
- Odborový zväz pracovníkov školstva a vedy na Slovensku, OZPŠAV (Gewerkschaft Erziehung und Wissenschaft) (41.700, ETUCE);
- Slovenský Odborový zväz verejnej správy a kultúry, Sloves (Gewerkschaft für öffentliche Verwaltung und Kultur) (21.600, EUROFEDOP).

## Rechtliche Situation
Nachdem die Slowakei zunächst einen neoliberalen Kurs verfolgte, wurden nach dem Wahlsieg der Smer-Partei 2006 unter der Regierung von Robert Fico seit Juni einige Arbeitnehmerrechte wiederhergestellt und die Stellung der Gewerkschaften gestärkt. Prekäre Arbeitsverhältnisse und erzwungene Selbstständigkeit wurden eingedämmt, der Lohn für Leiharbeiter muss nach drei Monaten an den der regulären Beschäftigten angepasst werden.